# Micachu
Mica Levi beter bekend als Micachu (Surrey, 1987) is een Brits zanger en componist. Levi speelt in de band Micachu and the Shapes met twee andere bandleden en als solo-artiest componeerde Levi werken voor orkesten waaronder het London Philharmonic Orchestra.
Levi studeerde aanvankelijk aan het Guildhall School of Music and Drama.
In 2008 tekende Levi een contract bij Rough Trade Records en in 2009 kwam het debuutalbum uit, geproduceerd door Matthew Herbert. Micachu is bekend om het excentrieke voorkomen en zangstijl. Daarnaast speelt Levi op zelfgebouwde instrumenten, geïnspireerd door Harry Partch.
Micachu trad in 2009 op onder andere op South by Southwest en in Nederland op het festival London Calling.

## Discografie

### Studioalbums
- Jewellery (9 maart 2009)
- Jackie (2016)
- Remain Calm (2016)
- Slow Dark Green Murky Waterfall (2018)
- Monos (2019)
- Ruff Dog (2020)
- Blue Alibi (2021)
- Zola (2021)

### Mixtapes
- Filthy Friends (27 februari 2008)
- Kwesachu. with Kwes. (5 juni 2009)

### Singles
- "Lone Ranger" (2008)
- "Golden Phone" (2008)
- "Lips" (2009)